# Deckeldusche
Die Deckeldusche ist eine Vorrichtung in Kernkraftwerken, die im Falle der Minderung des Wasser-Volumenstroms im primären Kühlkreislauf (zum Beispiel während des Herunterfahrens des Reaktors) den Deckel des Druckbehälters kühlt. Diese zusätzliche Kühlung dient der effizienten Abfuhr der Nachzerfallswärme.

## Störfall Brunsbüttel
Im Jahr 2002 explodierte im mittlerweile stillgelegten Kernkraftwerk Brunsbüttel während des Betriebs im Reaktor radiolytisch erzeugter und angesammelter Wasserstoff in der zuführenden Leitung der Deckeldusche. Die Leitung wurde völlig zertrümmert und einzig eine Rückschlagklappe zwischen der Explosionsstelle und der Dusche verhinderte, dass es zu einem Kühlmittelverluststörfall kam. Zudem hätte die Explosion potenziell auch den Sicherheitsbehälter beschädigen können.